# Symphonie no 7 de Beethoven
Pour les articles homonymes, voir Symphonie no 7.
La Symphonie no 7 en la majeur, op. 92 de Ludwig van Beethoven (1770-1827) est une des neuf symphonies du compositeur, pour orchestre symphonique, en quatre mouvements, composée entre 1811 et 1812. Son 2e mouvement Allegretto est « une de mes meilleures œuvres » selon le compositeur, une « apothéose de la danse... » selon Richard Wagner.

## Histoire
Beethoven compose cette symphonie à 41 ans, durant la période de la campagne de Russie de 1812 des guerres napoléoniennes, en même temps que sa Symphonie no 8 (après ses Symphonie no 5 « Symphonie du Destin » et Symphonie no 6 « Pastorale » de 1808, son Concerto pour piano no 5 de 1809, ou Egmont de Goethe de 1810…) durant une cure thermale à Teplitz en Bohême, au cours de laquelle il tente de soigner les débuts de sa surdité croissante causée par une otospongiose. Il rencontre Goethe durant cette période, avec qui il partage ses plus vifs tourments patriotiques vis-à-vis de l'issue de la guerre.

Introduction du 1er mouvement
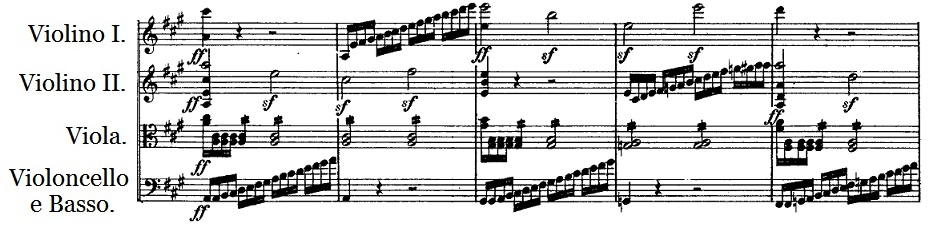

Sa première exécution a lieu le 8 décembre 1813 pour un concert de charité à l'université de Vienne en Autriche,, avec un orchestre symphonique composé de nombreux musiciens illustres dont Louis Spohr, Giacomo Meyerbeer, Mauro Giuliani, Johann Nepomuk Hummel, Ignaz Moscheles, Domenico Dragonetti, Andreas Romberg, et Antonio Salieri… et qu'il dirige lui-même. Ce concert de charité patriotique donné pour les soldats blessés de la bataille de Hanau (d'octobre 1813) au cours duquel il donne également son œuvre La Victoire de Wellington, exalte les autrichiens et les troupes de la sixième Coalition contre la Grande Armée de l'empereur Napoléon Ier. Son succès est tel qu'il doit rejouer son célèbre 2e mouvement, Allegretto, en rappel.
Elle est publiée chez Steiner à Vienne en mai 1816, et dédiée au mécène autrichien, le comte Moritz von Fries.
Richard Wagner affirme en 1849, dans Das Kunstwerk der Zukunft (L'Œuvre d'Art du Futur) — dans le cadre de sa quête du concept esthétique d'œuvre d'art totale du romantisme allemand — que « la symphonie est l'apothéose de la danse : c'est la danse dans son essence suprême, la réalisation la plus bénie du mouvement du corps presque idéalement concentré dans le son. Beethoven dans ses œuvres a mis le corps en musique, mettant en œuvre la fusion du corps et de l'esprit ».

## Orchestration
| Instrumentation de la Symphonie no 7                                 |
| Cordes                                                               |
| premiers violons, seconds violons, altos, violoncelles, contrebasses |
| Bois                                                                 |
| 2 flûtes, 2 hautbois, 2 clarinettes en la, 2 bassons                 |
| Cuivres                                                              |
| 2 cors en la, en mi et en ré, 2 trompettes en ré                     |
| Percussions                                                          |
| 2 timbales (la et mi)                                                |

## Structure
Elle est structurée en quatre mouvements formant une succession de danses, de colorations et de rythmes différents pour une durée totale d'environ 40 min.
| .      | I   | Poco sostenuto Vivace                                    | 4/4 6/8 | noire = 69 noire pointée = 104                                                                              | la majeur                                         |
| .      | II  | Allegretto                                               | 2/4     | noire = 76                                                                                                  | la mineur la majeur la mineur                     |
| Presto | III | Presto Assai meno presto Presto Assai meno presto Presto | 3/4     | blanche pointée = 132 blanche pointée = 84 blanche pointée = 132 blanche pointée = 84 blanche pointée = 132 | fa majeur ré majeur fa majeur ré majeur fa majeur |
| Finale | IV  | Allegro con brio                                         | 2/4     | blanche = 72                                                                                                | la majeur do majeur la majeur                     |

Beethoven en dirigea la première avec une autre de ses compositions, La Victoire de Wellington, le 8 décembre 1813, à Vienne au profit des soldats Autrichiens et Bavarois blessés à la Bataille de Hanau.

## Transcriptions et source d'inspiration
Beethoven a transcrit pour piano seulement les quarante-six premières mesures de la Septième Symphonie. C'est le seul arrangement pour piano de l’une de ses symphonies fait par Beethoven,.
Une version pour deux pianos arrangée par Carl Czerny, avec l'approbation du compositeur, fut dédiée à l’impératrice Élisabeth Alexeïevna de Russie,.
Liszt a également réalisé une transcription de chaque symphonie de Beethoven.
La version pour piano à quatre mains, établie par Anton Diabelli, fut publiée à Londres par Birchall le 7 janvier 1817 en tant qu’opus 98.
Francisco Tárrega a transcrit le thème principal du deuxième mouvement pour la guitare.
Le compositeur américain John Corigliano, dans sa pièce pour piano intitulée Fantasia on an Ostinato (1985), commande du concours international Van Cliburn, prend le thème du mouvement lent pour construire une étude, non pas virtuose, mais axée sur la musicalité et l'imagination des interprètes. Elle peut donc varier en durée de sept à vingt minutes selon les options librement choisies par le pianiste et appartient à une forme d'inspiration minimaliste, chose unique dans l'important catalogue de Corigliano,.

## Cinématographie
Des extraits de cette symphonie ont été utilisés dans les bandes sons de différents produits audiovisuels :

### Cinéma
- 1933 : J'étais une espionne de Victor Saville
- 1934 : Le Chat noir (The Black Cat) d'Edgar George Ulmer
- 1945 : Boule de suif de Christian-Jaque
- 1961 : Lola de Jacques Demy
- 1974 : Zardoz de John Boorman (extrait du deuxième mouvement dans la scène finale)
- 1981 : Les Uns et les Autres de Claude Lelouch (dernier mouvement)
- 1983 : La Crime de Philippe Labro
- 1995 : Professeur Holland (Mr. Holland's Opus) (Mouvement « Allegretto »)
- 1997 : Forever (Photographing Fairies) de Nick Willing
- 2002 : Irréversible de Gaspar Noé
- 2002 : Cravate Club de Frédéric Jardin
- 2002 : Taking sides, le cas Furtwängler (Taking sides) de István Szabó
- 2003 : The Saddest Music in the World de Guy Maddin
- 2003 : Tiresia de Bertrand Bonello
- 2003 : One Last Dance de Lisa Niemi
- 2004 : La Marche de l'empereur, documentaire de Luc Jacquet
- 2006 : Nodame Cantabile (のだめカンタービレ, Nodame Kantābire?), drama japonais de Kenichi Kasai (ja)
- 2006 : The Fall de Tarsem Singh
- 2007 : The Man from Earth de Richard Schenkman
- 2008 : À bord du Darjeeling Limited de Wes Anderson
- 2008 : Käsky de Aku Louhimies
- 2008 : Johnny Mad Dog de Jean-Stéphane Sauvaire
- 2008 : Love Exposure (愛のむきだし, Ai no mukidashi?) de Sion Sono
- 2008 : Night and Day (밤과 낮, Bam gua nat) de Hong Sang-soo
- 2009 : Prédictions d'Alex Proyas
- 2010 : Des hommes et des dieux de Xavier Beauvois (bande-annonce)
- 2011 : Le Discours d'un roi (The King's Speech) de Tom Hooper
- 2011 : De bon matin de Jean-Marc Moutout
- 2012 : Elles de Małgorzata Szumowska
- 2012 : La Nuit d'en face (La noche de enfrente) de Raoul Ruiz
- 2012 : Inside (La cara oculta) de Andrés Baiz
- 2012 : Comme un homme de Safy Nebbou
- 2013 : Why Don't You Play in Hell? (地獄でなぜ悪い, Jigoku de naze warui?) de Sion Sono
- 2013 : Haewon et les hommes (누구의 딸도 아닌 해원, Nugu-ui ttal-do anin Haewon) de Hong Sang-soo
- 2014 : Diplomatie de Volker Schlöndorff
- 2014 : Adieu au langage de Jean-Luc Godard
- 2016 : La Danseuse de Stéphanie Di Giusto
- 2016 : X-Men: Apocalypse de Bryan Singer
- 2016 : L'Origine de la violence d'Élie Chouraqui

### Télévision
- 2002 : Maigret, épisode Le Fou de Sainte-Clotilde
- 2011 : Le Visiteur du futur Saison 2 Episode 13 de François Descraques
- 2013 : Les Complices, téléfilm de Christian Vincent
- 2015 : Forever (série télévisée), saison 1, épisode 20
- 2015 : Mr. Robot (série télévisée), saison 1, épisode 2
- 2018 : Westworld (série télévisée), saison 2, épisode 7
- 2019 : Umbrella Academy (série télévisée), saison 1, épisode 5
- 2019 : Watchmen (série télévisée), saison 1, épisode 4
- 2019 : Le Bazar de la Charité  (série télévisée), saison 1, épisode 7
- 2023: La chute de la maison Usher (Netflix) saison 1, épisode 1
- 2023: Polar Park

Des œuvres non audiovisuelles utilisent partiellement ou intégralement cette symphonie :
- Neige, chorégraphie de Michèle Anne De Mey créée en 2009.
- Lazarus Mirages, concept transmédia de Patric Jean, 2012
- Reflets d'Acide, épisode 15, saga audio de JBX, 2012.

### Variété
- 1979 : Henri Tachan enregistre dans son album Inventaire (33 tours Adèle AD 39 529) « La marche funèbre des enfants morts dans l'année » avec l'allegretto du 2e mouvement de la 7e (non crédité sur la pochette) en contrepoint.
- 1970 : Johnny Hallyday, « Poème sur la 7e », texte de Philippe Labro sur le deuxième mouvement de la symphonie (album Vie).
- 1981 : Space Art, "Symphonix", basé sur le deuxième mouvement
- 1983 : Cuando tu nazcas, Mocedades.
- Norma Ray, « Symphonie », adaptation du deuxième mouvement (2000).
- Michel Sardou, « Beethoven », reprenant la 7e symphonie dans les couplets et la 5e symphonie pour le refrain, sur l'album « Hors format » (2008)
- Arielle Dombasle, «Olympics», reprend l'air du deuxième mouvement (2024)

### Jeux vidéos
- Dans le jeu vidéo Uncharted 4: A Thief's End, le deuxième mouvement peut être entendu  lorsque Nathan et Sam se rendent dans le manoir de l'ancienne collègue de leur mère.
- Dans ULTRAKILL, le deuxième mouvement est joué au piano lorsque Gabriel massacre le Conseil céleste.

## Repères discographiques